# Lucius Furius Diomedes
Lucius Furius Diomedes war ein antiker römischer Toreut (Metallbildner), der im 1. Jahrhundert in Rom tätig war.
Lucius Furius Diomedes ist nur noch aufgrund einer Grabinschrift bekannt, die sich heute in der Galleria Lapidaria der Vatikanischen Museen befindet. Diese Inschrift ließ Furius seiner verstorbenen Ehefrau setzen. Nach dieser war er ein Freigelassener eines Lucius Furius, dessen Name er bei der Freilassung wie üblich angenommen hatte. Das Cognomen Diomedes lässt auf eine griechische Herkunft schließen. Furius war ein caelator (Toreut) und hatte seine Werkstatt an der Via Sacra. Damit ist Furius einer von nur knapp über 30 inschriftlich-namentlich belegten antiken Toreuten. Die Inschrift lautet:

## Einzelbelege
1. ↑  CIL 6, 9221
2. ↑  abgesehen von Signaturstempeln auf toreutischen Erzeugnissen

| Personendaten    | Personendaten                              |
| ---------------- | ------------------------------------------ |
| NAME             | Furius Diomedes, Lucius                    |
| ALTERNATIVNAMEN  | Diomedes, Lucius Furius                    |
| KURZBESCHREIBUNG | antiker römischer Toreut                   |
| GEBURTSDATUM     | 1. Jahrhundert v. Chr. oder 1. Jahrhundert |
| STERBEDATUM      | 1. Jahrhundert oder 2. Jahrhundert         |